# M-Palác

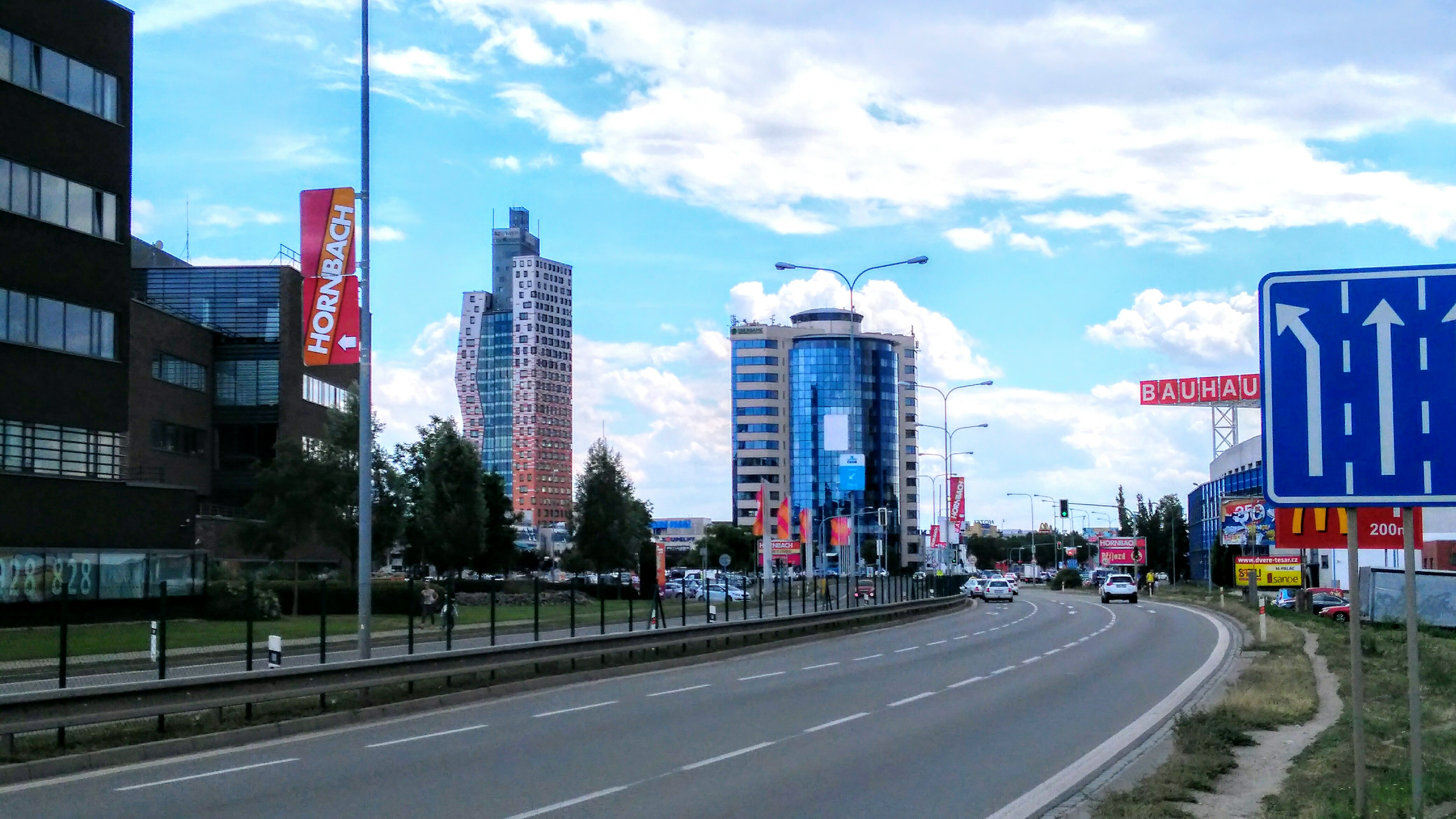
Pohled na M-Palác a na AZ Tower z ulice Heršpické od severu.

M-Palác je jedna z výškových budov v Brně, svojí 60metrovou výškou se řadí mezi nejvyšší budovy v Brně. Je tvořena šestnáctipatrovou, převážně kancelářskou budovou, ke které je připojena na dvoupatrovou obchodní pasáž. V nejvyšším patře byla dříve restaurace s výhledem na Brno. Základní kámen byl položen 20. prosince 1994 a budova byla zkolaudována dne 9. října 1997.
Investorem celého projektu byla společnost Morávka centrum a.s.
Budova se nachází v expandující části Brna, v katastrálním území Brno-Štýřice na ulici Heršpická.

## Základní údaje
- Výška budovy: 60 metrů – 16 nadzemních podlaží
- Výstavba: 20.12.1994 - 9.10.1997
- Umístění: Brno - Štýřice - ul. Heršpická
- Investor: Morávka centrum a.s.
- Projekční kancelář: Atelier DoS, Dokoupil & společník, v.o.s. Brno
- Plocha kancelářských prostor: 8 700 m²
- Plocha obchodních prostor: 4 900 m²
- Celková plocha administrativní budovy: 9 733,3 m²
- Celková plocha obchodní pasáže: 7 400 m²
- Celková plocha: 17 133,3 m²
- Architektonický styl: Postmoderní architektura